# Icacina claessensii
Icacina claessensii är en tvåhjärtbladig växtart som beskrevs av De Wild.. Icacina claessensii ingår i släktet Icacina och familjen Icacinaceae. Inga underarter finns listade i Catalogue of Life.